# Lindon (Utah)
Lindon è un comune nella contea di Utah. Stato dello Utah, Stati Uniti d'America. Secondo l'Ufficio del censimento degli Stati Uniti d'America, la città ha una superficie totale di 22,2 km², di cui 21,8 km² di terra e 0,5 km² (2,21% ) di bacini idrici.

## Storia
Lindon ha un ricco background culturale e storico. Originariamente insediato nel 1861  quando i pionieri si trasferirono in quella che allora era un pascolo. La città fu originariamente chiamata "String Town" (città striscia) in quanto le case erano tutte costruite lungo la strada tra le città di Orem e Pleasant Grove. 
Il nome, usato dal 1901,  si deve ad una errata trascrizione del nome di un vecchio tiglio (in inglese linden) che cresceva in città.  

## Luoghi d'interesse
- Alfred Harper House - 125 W. 400 N. Originariamente costruita nel 1876, la "Big House", come veniva chiamata, fu costruita con pietra calcarea a nido d'ape dell'American Fork Canyon. Alfred Harper ha costruito la casa prima di partire per la Nuova Zelanda in missione triennale per la Chiesa Mormone. Al suo ritorno finì la casa e ha piantato delle viti che col tempo hanno sovrastato la casa. È l'unica proprietà di Lindon elencata nel registro nazionale dei luoghi storici USA.
- Mulino del sidro di Lindon - 395 N. State St. Costruito da Lewis Robison nel 1857, il mulino del sidro di Lindon forniva il sidro agli abitanti della città ogni autunno e inverno. Più tardi in estate i residenti usavano il sidro invecchiato come aceto. Oggi la fabbrica di sidro si distingue per il suo originale calcare a nido d'ape che fu estratto dall'American Fork Canyon.
- Lindon Ward Chapel - 400 N e Main. La Lindon Ward Chapel fu costruita dai primi membri della Chiesa che si stabilirono a Lindon alla fine del XIX secolo. La cappella fu dedicata nel 1891 da Reed Smoot, un membro del quorum dei dodici apostoli della Chiesa di Gesù Cristo dei Santi degli Ultimi Giorni. Oggi, dove una volta sorgeva la chiesa, rimangono la recinzione in ferro originale e alberi di pino.
- Sala dei divertimenti (Amusement Hall) - 150 N. State St. Costruita nel 1900, è un edificio a forma di "T" edificato con legname rustico. La sala ospitava spettacoli teatrali in tre atti, film muti e balli fino a quando non fu convertito in un conservatorio nel 1940.